# 富田庸
富田 庸（とみた よう、1961年12月17日 - ）。日本の男性のバッハ研究者。ベルファストのクイーンズ大学音楽学部（School of Creative Arts）教授（音楽学）。
福島県出身。福島県立安積高等学校を経て、1984年3月、武蔵野音楽大学音楽学部ピアノ科卒業。1990年英国リーズ大学にて「平均律クラヴィーア曲集第2巻」の論文によって博士号を取得。1995年より英国、北アイルランドに在住。ヘンレ版の平均律クラヴィーア曲集第2巻の校訂者。
日本語による著書は、バッハ全集第12巻（東京・小学館）中の「『ロンドン自筆譜』と《平均律クラヴィーア曲集》」1998や、チェンバリスト鈴木雅明のCDライナーノートなどに限られているが、英語とドイツ語による論文が多数。また、ヘンレ版の「平均律クラヴィーア曲集　第2巻」の校訂を担当した。
ウェブサイトの「バッハ文献集」では、バッハ関連の書籍・論文のデータベースを誰でも見ることができ、バッハ研究に大きく貢献している。